# Adolf Beiss
Adolf Beiss (né le 3 septembre 1900 à Brunswick - décédé le 22 décembre 1981 à Brunswick) est un écrivain allemand.

## Œuvres
- Familiengeschichte als Aufsatzgegenstand. In: Volk und Rasse. Illustrierte Monatszeitschrift für deutsches Volkstum, Rassenkunde, Rassenpflege, IX, 4, 1934, 113-114
- Kleine Weltfuge. Gedichte. Potsdam 1938
- Der Freiheit Silberton. Erzählung. Potsdam 1938
- Das Drama als soziologisches Phänomen. Ein Versuch. Brunswick, 1954